# 阿爾蜥燈魚屬
阿尔蜥灯鱼属為輻鰭魚綱仙女魚目青眼魚亞目崖蜥魚科的一属。

## 下属物种
- - 貝氏阿爾蜥燈魚(Ahliesaurus berryi)
  - 短尾阿爾蜥燈魚(Ahliesaurus brevis)

## 擴展閱讀
維基物種上的相關：阿尔蜥灯鱼属